# CHIP (Россия)
CHIP (Чип) — цветной ежемесячный глянцевый журнал о компьютерной технике, коммуникациях и связи, ориентированный на рядовых пользователей и IT-профессионалов. Слоган: «Твой гид в цифровом мире». Журнал выпускался в России с 25 апреля 2001 года по август 2018 года.
Содержащиеся в издании на русском языке CHIP российские и зарубежные материалы (статьи, обзоры прессы, тесты, руководства и т. д.) охватывают широкий спектр актуальных компьютерных тем — в каждом номере представлены результаты независимого тестирования от ста до нескольких сотен аппаратных средств и программных продуктов для различных операционных систем; обзор событий и анализ тенденций российского и мирового компьютерных рынков; информация о компьютерах и комплектующих; обзоры видеоигр и игровых систем; тесты и обзоры современных аудио, видео, фото и интернет-технологий, а также телефонов и мобильных устройств.
Редактор журнала Илья Корнейчук был гостем телепередач «Икона видеоигр» на MTV в 2009 году, «Вечернее шоу в прямом эфире» на телеканале «Первый Игровой» в 2010 году, «Star’цы» на Games-TV в 2011 году, «Попутчик» на Авто+ ТВ и др. CHIP является партнёром «Первой премии в сфере ИТ-журналистики».

## Отличительные черты CHIP Россия

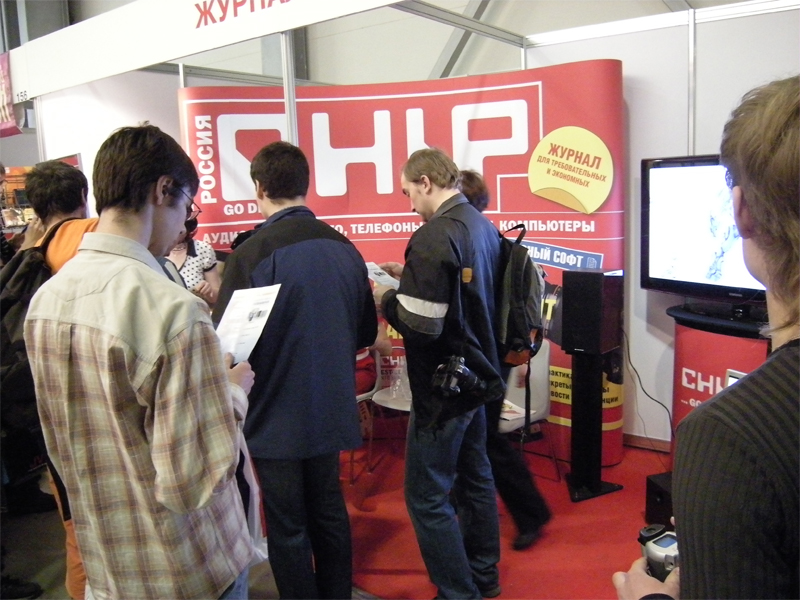
Стенд CHIP на выставке HDI-Show 2024

В CHIP освещаются существующие и перспективные тренды из мира цифровых технологий, а каждый материал снабжается иллюстрациями (см. пример иллюстрации справа), призванными наглядно демонстрировать работу той или иной технологии или настройку того или иного устройства. Обзорные материалы обычно освещают не один конкретный продукт, а ту или иную задачу. Таким образом, в материалах рассматривается несколько программных продуктов или аппаратных устройств с точки зрения качества и удобства достижения определённого результата, например, в редактировании изображений или оцифровке видео. Личное мнение авторов и редакторов не выносится на страницы CHIP — публикуются исключительно факты, чаще всего представленные в форме подробных сравнительных таблиц, и на основе них формируются выводы. Издание отличается относительно небольшим количеством ошибок и опечаток, а специальная терминология обычно поясняется в отдельных сносках, что благоприятно влияет на лёгкость восприятия материалов. К читателю обращаются и «на ты» (обычно на обложке) и «на вы» (обычно в тексте). Весомую часть аудитории издания составляют те, кто принимают решение о покупке — в основном, это образованные работающие мужчины в возрасте от двадцати до сорока лет, интересующиеся компьютерами, фототехникой и видеотехникой. Многие читатели CHIP являются активными пользователями интернета — на материалы из издания ссылаются на форумах, в социальных сетях, ЖЖ, «Хабрахабр», PromoDJ и аналогичных ресурсах, когда обсуждают те или иные устройства, технологии или тренды. На издание ссылаются и крупные интернет-порталы наподобие Lenta.ru. В дополнение к этому, поставщики оборудования и программного обеспечение часто информируют посетителей своих официальных сайтов об обзорных материалах и конкурсах в CHIP. Например, Texet, Leaderstask, Gigabyte и т. д.

## История CHIP Россия
CHIP появился в России в 2001 г. С начала выпуска до 2008 года главным редактором журнала был Андрей Кокоуров. В 2008 г. часть редакции во главе с Андреем Кокоуровым перешла в уже не существующее в России издание C't, а на место главного редактора пришёл Антон Мокрецов, до этого исполнявший роль главного редактора издания CHIP Foto-Video Россия. За время своего существования журнал претерпел несколько смен оформления. Оформление диска с самого начала практически не изменялось. Изначально CHIP выпускался с CD-приложением, позже появилась версия с DVD. С 2009 г. CHIP можно приобрести только с DVD-приложением.
С августа 2018 года, по решению издательства, выход печатной версии прекращен; журнал Chip был последним выпускавшимся изданием по компьютерам и цифровым технологиям.

### Enter Россия
В то время, как CHIP изначально был ориентирован на более опытных пользователей (ориентация на широкий круг пользователей появилась позднее), издательский дом «Бурда» (тогда ещё представленный в России как «Vogel Burda Communications») выпускал журнал «Enter», ориентированный на пользователей начинающих. Издание выходило дважды в месяц и просуществовало с 2003 по 2006 годы. Тираж каждого выпуска составлял до 35 000 экземпляров. Всего был выпущен 61 номер Enter’а.

### CHIP Special Россия
Журнал CHIP Special издавался в России с 2001 по 2005 год. Каждый выпуск был полностью посвящён той или иной теме, например, созданию домашней звукозаписывающей студии или обработке и оцифровке видео. Журнал был ориентирован в большей мере на опытных пользователей и энтузиастов.

### CHIP Special Linux Россия
Ежеквартальный журнал CHIP Special Linux издавался в России в 2005 году. Всего было выпущено четыре выпуска, тираж каждого выпуска составил 50 000 экземпляров. Издание было посвящено вопросам администрирования, настройки, использования, а также перехода на операционную систему Linux.

### CHIP Foto-Video Россия
Журнал CHIP Foto-Video, посвящённый вопросам цифровой фотографии, а также съемке и обработке видео, издавался в России с 2001 по 2007 годы. После паузы продолжительностью четыре года журнал был «перезапущен» в России, и в конце марта 2011 был представлен новый выпуск CHIP Foto-Video 01 2011.

## Критика российского издания
После ухода в 2008 г. бывшего главного редактора Андрея Кокоурова некоторые читатели посчитали, что журнал изменился в худшую сторону. Алекс Экслер пишет в своем блоге: «И так-то CHIP уже давно не тот, что прежде, а превращение его в чистый глянец — это уже выше моих сил», что стало реакцией на появления на страницах журнала рекламы некомпьютерных товаров. Издание действительно изменилось. Если на ранних этапах его развития в CHIP основная масса материалов освещала выбор комплектующих, разгон и моддинг, на данный же момент основной объём материалов освещает потребительскую электронику и пользовательское программное обеспечение.

## Структура CHIP Россия
На третьей странице каждого номера издания находится обращение главного редактора с информацией о содержании номера. С 4 по 6 стр. — содержание журнала и обзор самого интересного на диске. С 8 по 32 стр. (количество страниц может варьироваться) новости и содержание журнала. В разделе новостей также содержится разворот, оформленный как хронологическая таблица самых интересных событий, произошедших в тот или иной день месяца в предыдущие года. Подробное описание содержимого DVD — с 98 стр. по 105 стр. Страница перед последним разворотом издания посвящена анонсу следующего номера. Все остальное место отведено под тесты, обзоры и сравнительные таблицы.
Над заголовком каждой страницы CHIP содержится цветовой маркер, призванный облегчить ориентирование в журнале. Голубым цветом помечаются материалы о компьютерах и периферии. Малиновым — о фото, видео и аудио. Оранжевым — об интернете, связи и технологиях. Зелёным — о цифровой технике. Жёлтым — о содержимом DVD.
Каждый журнал имеет собственную тему номера — логически связанную между собой серию статей, освещающих какой-либо актуальный IT-тренд.
Ниже приводятся примеры тем номера:
- «iWindux» (Добавление возможностей Mac OS X и Linux в операционную систему от Майкрософт, август 2010);[36]
- «Мужские игрушки для отпуска» (Обзор устройств для творчества и развлечений на отдыхе от фотоаппаратов и видеокамер до ноутбуков и смартфонов, июль 2010);[37]
- «Мобильный Интернет без лишних затрат» (Обзор тарифов у различных провайдеров, способов экономии трафика, а также оптимизации скорости доступа, июнь 2010);[37]

и. т. д.

## DVD-приложение к CHIP Россия
На прилагаемом к журналу двухслойном DVD-диске ежемесячно публикуется от ста до двухсот снабженных дистрибутивами и скриншотами обзоров актуальных версий программ для Windows, Linux и мобильных платформ; дистрибутивы программ, рассмотренных на станицах журнала; специальные бесплатные версии коммерческих программ; расширенные пробные версии коммерческих программ с купонами на скидку; от пяти до десяти обзоров видеоигр для компьютеров и игровых консолей; актуальный набор драйверов и обновлений прошивок для различных устройств; специальные бесплатные версии популярных антивирусов, в том числе Антивируса Касперского, NOD32 и Dr. Web; эксклюзивные и свободно распространяемые музыкальные альбомы; образы установочных дисков с Linux; видеоуроки (например, по Photoshop); трейлеры актуальных фильмов и другое.
Диск разбит на несколько разделов:
- Windows — программы для Windows
- Linux — программы и игры для Linux, здесь же можно найти подробное руководство по установке программ в Linux
- Мобильный софт — программы и игры для Windows Mobile и Symbian
- Тест CHIP DVD — результаты сравнительных тестов и дистрибутивы рассмотренных приложений
- CHIP Video — видеоуроки и видеообзоры
- Сервис — антивирусы, программы для настройки системы, базовые приложения первой необходимости
- Бонус — материалы к статьям
- Музыка — музыкальные альбомы в FLAC или MP3
- Игры — обзоры и установочные файлы новинок игр
- Кино — трейлеры грядущих релизов и обзоры свежевышедших фильмов
- Драйверы — свежие наборы драйверов и прошивок для различных устройств
- FAQ — вопросы и ответы
- Издание — карта диска, содержание прошлых дисков, предыдущий номер в формате PDF, обложка диска

Приведённая выше информация проверялась на DVD, выпущенных с мая 2005 г. по август 2010 г. включительно.

## Сайт журнала
Сайт журнала http://iCHIP.ru был обновлен в 2010 году, (первая новость на портале датируется 21.05.2010). Вплоть до 2018 года на нем публиковали, в основном, выборочный контент журнала. После закрытия печатного издания сайт стал самостоятельным ресурсом с собственной редакцией. В 2019 году тематика издания была значительно расширена: появились рубрики о бытовой технике, электро- и садовом инструменте. Аудитория сайта заметно выросла: по состоянию на март 2022 года она составила 3,8 млн. уникальных пользователей в месяц. 
В настоящее время на сайте публикуются обзоры новой техники и новых технологий, советы по выбору и ремонту, В 2019 году сайт перешел на новую платформу с обновленным дизайном и более высокой скоростью загрузки. 